# Alejandro Guerra
Alejandro Abraham Guerra Morales (Caracas, Venezuela, 9 de julio de 1985) es un exfutbolista venezolano que jugaba como centrocampista y su último equipo fue Delfines del Este de la Liga Dominicana de Fútbol. Fue internacional con la Selección de fútbol de Venezuela.

## Biografía
Nació en Caracas, y vivió durante su infancia en Las Lomas de Urdaneta, Catia. Inicio en las categorías inferiores del Caracas Fútbol Club en la Sub-17 y Sub-20.
En el Torneo Clausura 2003 disputó 4 partidos, sin marcar gol.
El 21 de septiembre de 2003 marcó su primer gol como profesional y con el Caracas F. C. contra el Monagas Sport Club con victoria de su equipo 6-0, marcando el gol en el minuto 88'.
En la liga venezolana 2003/04 disputó 4 partidos, marcando 1 gol, distribuidos en (Torneo Apertura 2 partidos, 1 gol y Toreno Clausura 2 partidos).
El 30 de junio de 2014 es confirmado como nuevo jugador del Atlético Nacional S.A. de Colombia donde jugara la Liga Postobon y la Copa Sudamericana.
El 27 de julio de 2016 se convirtió en el primer venezolano en ganar la Copa Libertadores, jugando 88° en la final contra C.S.D. Independiente del Valle, de Ecuador.
Es el primer jugador venezolano en quedar en el equipo ideal de la Copa Libertadores.
Fue el primer jugador venezolano anotar un gol en la Copa Mundial de Clubes de la FIFA.
Es el primer venezolano en ganar el premio como el mejor jugador de la Copa Libertadores de América, tras lograr dicho reconocimiento en la Copa Libertadores 2016.
Es el jugador venezolano que más minutos ha disputado en la Copa Mundial de Clubes hasta ahora, con 168 minutos disputados.

### Juventud Antoniana
Para la temporada 2004/2005 fue cedido a préstamo al club Centro Juventud Antoniana de la Primera B Nacional del fútbol argentino pero no disputó ningún partido.

### Caracas F. C.
Tras su paso por Argentina vuelve al Caracas Fútbol Club.
Con el Caracas FC ha tenido actuación internacional en la Copa Libertadores 2005 disputando 1 partido sin marcar goles, Copa Libertadores 2006 disputando 6 partidos sin marcar goles y en la Copa Libertadores 2007 disputando 6 partidos marcando 1 gol y llegando hasta los octavos de final.
En el Torneo Apertura 2006 disputó 17 partidos 15 de titular marcando 3 goles luego en el Torneo Clausura 2007 disputó 14 partidos 11 de tirular sin marcar gol en total en la Liga venezolana 2006/2007 disputó 31 partidos 26 de titular marcando 3 goles.
En el Torneo Apertura 2007 disputó 14 partidos 13 de titular marcando 4 goles.
El 22 de febrero de 2007 marcó su primer gol en una Copa Libertadores contra el Liga de Quito dándole la victoria a su equipo 1-0, disputando 88 minutos y marcando el gol en el minuto 75'.
El 24 de septiembre de 2008 debutó en una Copa Venezuela en los octavos de final contra el Deportivo Anzoátegui con resultado de 1-1, disputando los 90 minutos.
En total en la Copa Venezuela de Fútbol 2008 disputó 1 partido de titular, disputando los 90 minutos, siendo eliminados en los octavos de final. 

### Mineros de Guayana
En agosto de 2012, Alejandro Lobo Guerra convierte al Mineros de Guayana en el primer equipo venezolano en ganar de visitante en la Copa Sudamericana, marcando en el minuto 25 el gol del triunfo del club venezolano contra La Equidad Seguros en el estadio El Campín de Bogotá.

### Atlético Nacional
En julio de 2014 es confirmado como nuevo jugador del Atlético Nacional de Colombia, teniendo actuaciones sobresalientes durante este año en el equipo verde de Medellín logró participar en varios encuentros tanto de liga como de Copa Sudamericana, en esta última su equipo disputó la final contra el River Plate de Argentina y Guerra participó en el partido de ida en el cual su equipo empató a 1 gol.
En el año 2015, en el torneo Clausura de la Liga Águila se coronó campeón con el club verde de la montaña, ayudando al equipo en la definición del título desde los cobros de tiro penal, Guerra fue el tercero en cobrar desde los 12 pasos y con claridad mandó el balón al fondo de la red, la serie terminó 2-2 en los 180 minutos y 3-2 en la tanda de penales a favor del Atlético Nacional.
El 27 de julio de 2016, se consagró campeón de la Copa Libertadores de América en un global de 2 a 1 frente a Independiente del Valle de Ecuador.
En esta misma edición fue elegido como el mejor jugador de la Copa Libertadores de América.

### EC Bahia
En junio de 2019 es cedido al Esporte Clube Bahia de la  Serie A de Brasil. Debuta el 14 de julio en la derrota por la mínima como locales contra Santos FC. Marca su primer gol el para el empate a un gol contra Goiás EC.

### Retiro profesional como jugador
Desde su salida de Palmeiras en 2020, tuvo un breve paso por el fútbol dominicano en 2021 con Delfines del Este. Las lesiones y la poca continuidad que tuvo cuando pasó de Nacional a Palmeiras en 2017, derivó en esta decisión tomada en septiembre de 2021, de anunciar por redes sociales su retiro como jugador profesional.

## Selección nacional
- Debutó en la Selección de fútbol de Venezuela en un partido amistoso disputado contra México el 5 de mayo de 2006 disputado en el Estadio Rose Bowl de Pasadena con derrota de su equipo 1-0, disputando 31 minutos del segundo tiempo.[6]

- Su primer gol con la Selección de fútbol de Venezuela fue contra Suecia el 14 de enero de 2007 en un partido amistoso disputado en el Estadio José Encarnación Romero de Maracaibo con resultado de 2-0 a favor de Venezuela, disputando los 90 minutos y marcando el gol en el minuto 17º.[7]

- Debutó en Copa América en su partido 14 con la selección contra Bolivia el 26 de junio de 2007 disputado en el estadio Polideportivo de Pueblo Nuevo de San Cristóbal con resultado de 2-2, disputando tan solo 30 minutos del segundo tiempo sustituyendo a Fernando De Ornelas.

- Debutó en una Eliminatoria Mundialista en su partido 20 con la selección contra Ecuador el 13 de octubre de 2007 disputado en el estadio Olímpico Atahualpa de Quito con resultado de 0-1 a favor de Venezuela, disputando tan solo 25 minutos del segundo tiempo sustituyendo a Juan Arango.

- Su primer gol en una Eliminatoria al Mundial fue contra Bolivia el 20 de noviembre de 2007 disputado en el estadio Polideportivo de Pueblo Nuevo de San Cristóbal con resultado de 5-3 a favor de la Vinotinto, entrando en el minuto 74' y marcando el gol en el minuto 81' en su partido 4 en eliminatorias.[8]

- Lleva 3 goles con la Vinotinto 1 en Eliminatorias al Mundial contra Bolivia y 2 en Amistosos contra Suecia y Paraguay.[9]

### Juegos del Caribe
| Juegos Centroamericanos            | Sede     | Resultado | Partidos | Goles |
| ---------------------------------- | -------- | --------- | -------- | ----- |
| Centroamericanos y del Caribe 2006 | Colombia | Final     | 5        | 1     |

Participó con el número 18 en la camiseta, disputó 2 partidos en la ronda clasificatoria contra Cuba y México quedando de primeros y clasificando a los cuartos de final, disputó el partido de cuartos contra El Salvador clasificando a las semifinales, disputó el partido contra Costa Rica clasificando a la final en las tandas de penales, disputó la final contra Colombia perdiendo y quedando con la medalla de plata, en total disputó 5 partidos (todos de titular), marcando 1 gol contra Cuba, jugando 430 minutos, recibiendo 2 tarjetas amarillas.

### Campeonato Sudamericano Sub-20
| Sudamericano Sub-20 | Sede     | Resultado  | Partidos | Goles |
| ------------------- | -------- | ---------- | -------- | ----- |
| Sudamericano 2005   | Colombia | Fase final | 8        | 0     |

### Participaciones en Copa América
| Copa América            | Sede           | Resultado        | Partidos | Goles |
| ----------------------- | -------------- | ---------------- | -------- | ----- |
| Copa América 2007       | Venezuela      | Cuartos de final | 3        | 0     |
| Copa América 2015       | Chile          | Primera fase     | 1        | 0     |
| Copa América Centenario | Estados Unidos | Cuartos de final | 4        | 0     |

En la Copa América Venezuela 2007 Participó en 3 partidos Venezuela 2-2 Bolivia jugando 30 minutos, Venezuela 0-0 Uruguay jugando 24 minutos y así conseguían su pase histórico a cuartos de final donde Venezuela fue derrotada por Uruguay 4-1 jugando 14 minutos.

### Participaciones en Eliminatorias
| Eliminatorias              | Resultado  | Partidos | Goles |
| -------------------------- | ---------- | -------- | ----- |
| Eliminatorias Mundial 2010 | 8.º lugar  | 7        | 1     |
| Eliminatorias Mundial 2018 | 10.º lugar | 7        | 0     |

### Goles internacionales
| # | Fecha                   | Lugar                                      | Rival    | Gol | Resultado | Competición                |
| - | ----------------------- | ------------------------------------------ | -------- | --- | --------- | -------------------------- |
| 1 | 14 de enero de 2007     | Estadio José Encarnación Romero, Venezuela | Suecia   | 1-0 | 2-0       | Amistoso                   |
| 2 | 8 de septiembre de 2007 | Estadio Cachamay, Venezuela                | Paraguay | 3-2 | 3-2       | Amistoso                   |
| 3 | 20 de noviembre de 2007 | Pueblo Nuevo, San Cristóbal, Venezuela     | Bolivia  | 3-3 | 5-3       | Clasificación Mundial 2010 |

## Estadísticas
| Club                                     | Div              | Temporada        | Liga  | Liga  | Liga   | Copa Nacional | Copa Nacional | Copa Nacional | Torneos Internacionales | Torneos Internacionales | Torneos Internacionales | Total | Total | Total  |
| Club                                     | Div              | Temporada        | Part. | Goles | Asist. | Part.         | Goles         | Asist.        | Part.                   | Goles                   | Asist.                  | Part. | Goles | Asist. |
| ---------------------------------------- | ---------------- | ---------------- | ----- | ----- | ------ | ------------- | ------------- | ------------- | ----------------------- | ----------------------- | ----------------------- | ----- | ----- | ------ |
| Caracas FC · Venezuela                   | 1ª               | 2003-08          | 106   | 14    | 0      | -             | -             | -             | 15                      | 1                       | 0                       | 121   | 15    | 0      |
| Caracas FC · Venezuela                   | 1ª               | 2008-09          | 18    | 3     | 0      | -             | -             | -             | 2                       | 0                       | 0                       | 20    | 3     | 0      |
| Caracas FC · Venezuela                   | 1ª               | 2009-10          | 28    | 6     | 0      | -             | -             | -             | 5                       | 0                       | 0                       | 33    | 6     | 0      |
| Caracas FC · Venezuela                   | Total            | Total            | 152   | 23    | 0      | 0             | 0             | 0             | 22                      | 1                       | 0                       | 174   | 24    | 0      |
| Juventud Antoniana Argentina             | 2ª               | 2003-04          | 15    | 1     | 2      | 1             | 0             | 0             | -                       | -                       | -                       | 0     | 0     | 0      |
| Juventud Antoniana Argentina             | Total            | Total            | 15    | 1     | 2      | 1             | 0             | 0             | 0                       | 0                       | 0                       | 16    | 1     | 2      |
| Deportivo Anzoátegui · Venezuela         | 1ª               | 2010-11          | 33    | 16    | 0      | -             | -             | -             | 2                       | 1                       | 0                       | 35    | 17    | 0      |
| Deportivo Anzoátegui · Venezuela         | Total            | Total            | 33    | 16    | 0      | 0             | 0             | 0             | 2                       | 1                       | 0                       | 35    | 17    | 0      |
| Mineros de Guayana · Venezuela           | 1ª               | 2011-12          | 31    | 4     | 0      | -             | -             | -             | 4                       | 3                       | 0                       | 35    | 7     | 0      |
| Mineros de Guayana · Venezuela           | 1ª               | 2012-13          | 36    | 7     | 0      | -             | -             | -             | 0                       | 0                       | 0                       | 32    | 7     | 0      |
| Mineros de Guayana · Venezuela           | 1ª               | 2013-14          | 27    | 7     | 0      | -             | -             | -             | 6                       | 1                       | 0                       | 33    | 8     | 0      |
| Mineros de Guayana · Venezuela           | Total            | Total            | 94    | 18    | 0      | 0             | 0             | 0             | 10                      | 4                       | 0                       | 104   | 22    | 0      |
| Atlético Nacional · Colombia             | 1ª               | 2014             | 10    | 1     | 1      | 5             | 1             | 0             | 5                       | 0                       | 0                       | 20    | 2     | 1      |
| Atlético Nacional · Colombia             | 1ª               | 2015             | 26    | 4     | 5      | 1             | 0             | 0             | 6                       | 1                       | 2                       | 33    | 5     | 7      |
| Atlético Nacional · Colombia             | 1ª               | 2016             | 10    | 6     | 2      | 4             | 0             | 0             | 19                      | 3                       | 3                       | 33    | 9     | 5      |
| Atlético Nacional · Colombia             | Total            | Total            | 46    | 11    | 8      | 10            | 1             | 0             | 30                      | 4                       | 5                       | 86    | 16    | 13     |
| Palmeiras · Brasil                       | 1ª               | 2017             | 29    | 6     | 3      | 3             | 0             | 0             | 6                       | 1                       | 1                       | 38    | 7     | 4      |
| Palmeiras · Brasil                       | 1ª               | 2018             | 17    | 1     | 1      | 3             | 0             | 0             | 4                       | 0                       | 2                       | 24    | 0     | 3      |
| Palmeiras · Brasil                       | 1ª               | 2020             | 0     | 0     | 0      | 0             | 0             | 0             | 0                       | 0                       | 0                       | 0     | 0     | 0      |
| Palmeiras · Brasil                       | Total            | Total            | 46    | 7     | 4      | 6             | 0             | 0             | 10                      | 1                       | 3                       | 62    | 7     | 7      |
| Bahia · Brasil                           | 1ª               | 2019             | 17    | 1     | 2      | 1             | 0             | 0             | -                       | -                       | -                       | 18    | 1     | 2      |
| Bahia · Brasil                           | Total            | Total            | 17    | 1     | 2      | 1             | 0             | 0             | 0                       | 0                       | 0                       | 18    | 1     | 2      |
| Delfines del Este · República Dominicana | 1.ª              | 2021             | 0     | 0     | 0      | 0             | 0             | 0             | 0                       | 0                       | 0                       | 0     | 0     | 0      |
| Delfines del Este · República Dominicana | Total            | Total            | 0     | 0     | 0      | 0             | 0             | 0             | 0                       | 0                       | 0                       | 0     | 0     | 0      |
| Total en carrera                         | Total en carrera | Total en carrera | 357   | 77    | 16     | 18            | 1             | 0             | 74                      | 11                      | 8                       | 433   | 88    | 22     |

## Palmarés

### Campeonatos nacionales
| Título                | Club             | País      | Año     |
| --------------------- | ---------------- | --------- | ------- |
| Primera División      | Caracas F. C.    | Venezuela | 2003/04 |
| Primera División      | Caracas F. C.    | Venezuela | 2005/06 |
| Primera División      | Caracas F. C.    | Venezuela | 2006/07 |
| Primera División      | Caracas F. C.    | Venezuela | 2008/09 |
| Copa Venezuela        | Caracas F. C.    | Venezuela | 2009    |
| Primera División      | Caracas F. C.    | Venezuela | 2009/10 |
| Copa Venezuela        | A. C. M. Guayana | Venezuela | 2011    |
| Torneo Finalización   | C. A. Nacional   | Colombia  | 2015    |
| Superliga de Colombia | C. A. Nacional   | Colombia  | 2016    |
| Copa Colombia         | C. A. Nacional   | Colombia  | 2016    |
| Serie A               | S. E. Palmeiras  | Brasil    | 2018    |

### Campeonatos internacionales
| Título            | Club           | País     | Año  |
| ----------------- | -------------- | -------- | ---- |
| Copa Libertadores | C. A. Nacional | Colombia | 2016 |

### Distinciones individuales
| Distinción                                                   | Año  |
| ------------------------------------------------------------ | ---- |
| Parte del Equipo Ideal de la Copa Libertadores               | 2016 |
| Primer futbolista venezolano campeón de la Copa Libertadores | 2016 |
| Mejor Jugador de la Copa Libertadores                        | 2016 |
| Tercer mejor Futbolista del año en Sudamérica                | 2016 |
| Parte del Equipo Ideal de América                            | 2016 |